# Stipa melanosperma
Stipa melanosperma är en gräsart som beskrevs av Jan Svatopluk Presl. Stipa melanosperma ingår i släktet fjädergrässläktet, och familjen gräs. Inga underarter finns listade i Catalogue of Life.